# Russell Mwafulirwa
Russel Mwafulirwa (Zomba, 24 febbraio 1983) è un ex calciatore malawiano, attaccante.

## Carriera

### Club
Mwafulirwa ha iniziato la sua carriera nelle giovanili dei Silver Strikers. Nel 2001 ha firmato per i Bullets prima di trasferirsi in Sudafrica nello Jomo Cosmos nel 2002.
Dopo quattro stagioni trascorse con lo Jomo Cosmos, ha firmato per l'Ajax Cape Town nel gennaio 2006. Nel giugno 2008 si è trasferito in Svezia al Norrköping, dove in tre stagioni mette a segno complessivamente 18 reti in 57 presenze. Dopo una parentesi di un anno nello Jomo Cosmos, nel 2012 torna a giocare in Svezia, questa volta con la maglia dello Sleipner.

### Nazionale
Mwafulirwa ha esordito nella Nazionale malawiana nel 2002. Con il Malawi ha partecipato alla Coppa delle nazioni africane 2010 risultando il miglior marcatore della propria Nazionale con 2 gol in altrettante partite disputate.